# František Holeka
František Holeka (26. června 1849 Chrášťany – 12. listopadu 1936 Chrášťany) byl rakouský a český statkář a politik, na počátku 20. století poslanec Českého zemského sněmu.

## Biografie
Profesí byl rolníkem v Chrášťanech. Po několik období byl starostou obce a zasedal v českobrodském okresním výboru. Byl předsedou okresního hospodářského spolku v Českém Brodě.
Počátkem 20. století se zapojil i do zemské politiky. Ve volbách v roce 1901 byl zvolen do Českého zemského sněmu v kurii venkovských obcí (volební obvod Český Brod). Politicky se uvádí coby člen agrární strany. Na poslanecký mandát rezignoval v roce 1903. Důvodem k složení mandátu byla kritika, které čelil od Českého svazu řepařů za to, že prodal řepu z vlastního statku českobrodskému cukrovaru, aniž by prodej provedl prostřednictvím řepařského svazu. Valná hromada tohoto profesního sdružení ho pak kvůli této zradě selských zájmů jednomyslně vyzvala k rezignaci.